# Vuelo 9605 de RusAir
El vuelo 9605 de Rusair (también operaba como el vuelo 243 de RusLine) fue un vuelo ruso de pasajeros nacional programado, que el lunes 20 de junio de 2011 se estrelló cerca de Petrozavodsk cuando se encontraba en la aproximación para aterrizar en condiciones climatológicas adversas, encontrándose el vuelo en una espesa niebla. De las 52 personas a bordo, 47 fallecieron, quedando por tanto, sólo cinco sobrevivientes.

## Aeronave

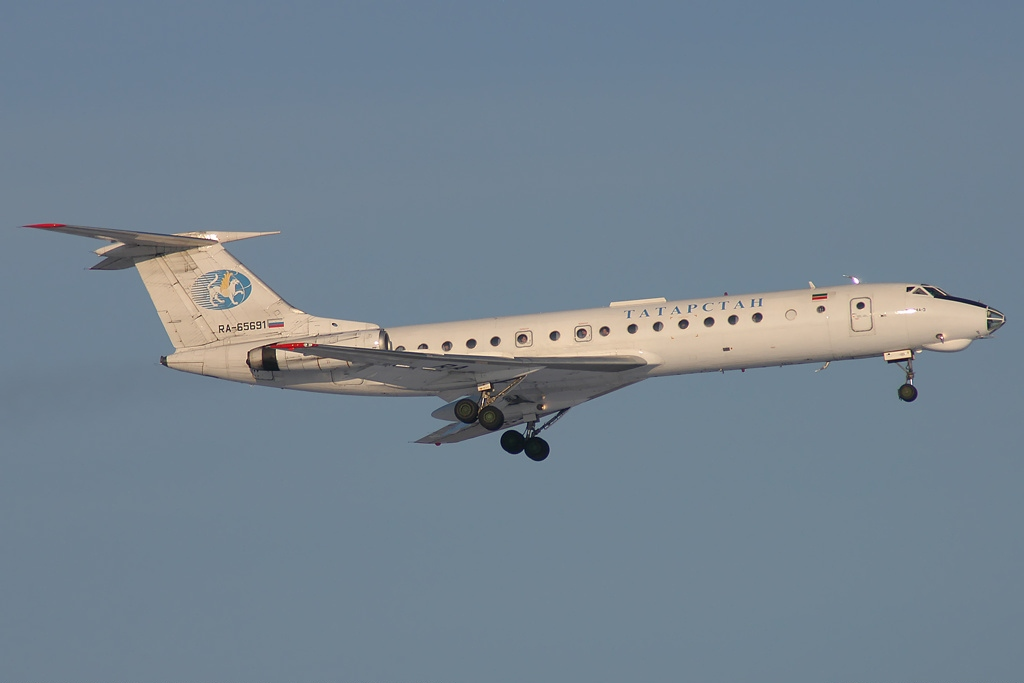
El avión involucrado dos años antes del accidente, cuando aún lo operaba otra aerolínea

El implicado era un TupoLev Tu-134A-3 construido en 1980, haciendo su primer vuelo ese mismo año con número de serie 63195. Fue entregado por primera vez a Aeroflot. RusAir lo adquirió comprándolo en el mismo año del accidente. El aparato era propulsado por dos motores Soloviev D-30-III y tenía hasta el momento del desastre 31 años, además completó 20.977 despegues y aterrizajes y voló 35.591 horas.

## Tripulación y pasajeros
El avión fue pilotado por una tripulación experimentada, cuya composición era la siguiente:
- El comandante de la aeronave era Alexander Ivanovich Fedorov, de 44 años. Un piloto experimentado que trabajó para RusAir desde marzo de 2011. Pilotaba también el Mi-8 y el An-2. Estuvo de capitán en el Tu-134, desde 2008 (antes de eso lo voló como copiloto). Tenía 8501 horas de vuelo, 3158 de ellas en el Tu-134 y 1627 como piloto al mando.
- El copiloto fue Sergey Nikolaevich Karjakin, de 40 años. Un piloto experimentado que trabajó para RusAir desde noviembre de 2010. Tenía experiencia en el An-2. Estuvo como primer oficial en el Tu-134 desde abril de 2007. Acumuló 2846 horas, 1099 de ellas en el Tu-134.
- El navegante e instructor de vuelo era Amanberdy Atayev, de 50 años. Trabajó para RusAir desde agosto de 2010. Como navegante, voló el An-24 y el Tu-134 desde marzo de 1985, y en el cargo de instructor en el Tu-134 desde 1997. Obtuvo 13699 horas de vuelo, 13464 de ellas en el Tu-134.

- El mecánico de vuelo fue Viktor Yevgenievich Timoshenko, de 56 años. Trabajó en RusAir durante 5 años. Como ingeniero de vuelo, voló el Yak-40 y en el Tu-134, desde diciembre de 2001. Recogió 11231 horas de vuelo, 2494 de ellas en el Tu-134.
- La tripulación también incluía a Alexander Alexandrovich Fedorchenko de 44 años y a Mikhail Nikitich Karpuk de 57 años, quienes también eran técnicos de vuelo.

Había tres auxiliares de vuelo, quienes fueron:
- Julia Sergeevna Gurina, de 28 años.
- Elena Nikolaevna Erofeeva, de 27 años.
- Yulia Sergeevna Skvortsova, de 24 años

La mayoría de las personas a bordo eran de nacionalidad rusa. Entre los pasajeros, se encontraba un árbitro de la FIFA, Vladímir Petái, quien no sobrevivió. Había 52 personas a bordo, 9 tripulantes y 43 pasajeros.
| Nacionalidad                                  | Pasajeros | Tripulación |
| --------------------------------------------- | --------- | ----------- |
| Rusia                                         | 34        | 9           |
| Rusia/ Estados Unidos (múltiple nacionalidad) | 4         | 0           |
| Ucrania                                       | 2         | 0           |
| Bielorrusia                                   | 1         | 0           |
| Países Bajos                                  | 1         | 0           |
| Suecia                                        | 1         | 0           |
| Total                                         | 43        | 9           |

Murieron 47 personas (44 en el momento del accidente, ya que tres más murieron posteriormente en los hospitales), y sobrevivieron sólo cinco. 

## Sucesos
El vuelo partió del aeropuerto de Domodedovo en Moscú a las 22:30 (18:30 UTC) hacia el aeropuerto de Petrozavodsk, Rusia. El pronóstico del tiempo para Petrozavodsk era de un viento cerca del suelo a 120°, 4 m/s, visibilidad 3000 metros, peormente hasta 1500 metros, lluvia ligera, neblina, nubosidad significativa de 5-7 octantes con un límite inferior de 120 metros, aunque también de 90 metros, nublado 8 octantes con un límite inferior de 3000 metros. Al transmitir los datos meteorológicos, el pronosticador de turno en el aeropuerto de Petrozavodsk advirtió al comandante de su intención de preparar un ajuste al pronóstico, ya que esperaba que el clima se deteriorara en la zona del aeropuerto. De acuerdo con la normativa vigente, los cambios en la previsión meteorológica se transmiten a las tripulaciones a petición de ellas, lo que la tripulación del vuelo no realizó antes del despegue, a pesar del retraso en la salida de 20 minutos.
A las 23:10, a petición de la tripulación, el controlador de tráfico aéreo de Petrozavodsk, Sergei Shmatkov, transmitió información sobre el clima real de la zona en el vuelo 9605 a las 22:00, con viento cerca del suelo 80°, 2 m/s, visibilidad 2100 metros, nublado, en el punto principal 140 metros, en el camino cercano 200 metros. El clima real no cumplió con el mínimo operacional del aeródromo aprobado por el operador (RusAir Airlines), pero el piloto al mando continuó irrazonablemente el vuelo hacia el destino. A las 23:20, después de una completa preparación previa al aterrizaje, la tripulación comenzó a descender.
A las 23:28, la tripulación bajó el avión a 4500 metros y recibió permiso para descender al nivel de cruce de 1500 metros. A las 23:30, la tripulación recibió el tiempo real, con temperatura de -15 grados centígrados, calma, visibilidad 2100 metros, neblina, nublado, 130 metros en el punto de observación principal (OPN) y 170 metros en el BPRM. El vuelo realizó una aproximación con un rumbo de 12° en condiciones de nubes bajas y poca visibilidad, mientras se desviaba del perfil vertical calculado del rumbo de descenso y aterrizaje. En ese momento, en el aeropuerto de Petrozavodsk, según las observaciones meteorológicas oficiales, la altura de la base de la nube era de entre 120 y 150 metros, el rango de visibilidad era de 2100 a 2500 metros. La altitud mínima de descenso por rango de visibilidad del aeródromo de Petrozavodsk, indicado por el aeropuerto en NOTAM, para aeronaves civiles de clase D según OSB (sistema de aterrizaje principal y radiobalizas de conducción de largo y corto alcance) con fijación de punto de entrada a la trayectoria de planeo, fue con el rumbo de aterrizaje a las pista 012. Al mismo tiempo, la meteorología oficialmente observada no correspondía al mínimo operacional del aeropuerto de Petrozavodsk, aprobado por el operador, y de acuerdo con el Reglamento Federal de Aviación, no le dio al piloto el derecho a realizar aproximaciones de descenso y aterrizaje. Sin embargo, en violación del Reglamento Federal de Aviación, la tripulación del vuelo 9605 se guio por el mínimo especificado en los NOTAM.
A las 23:32, a una altitud de 2700 metros, el capitán apagó el piloto automático en el canal lateral y posteriormente pilotó en modo manual. A las 23:33 la tripulación informó la altitud (1500 metros), estableció la presión del aeropuerto, ajustó el ARC No.1 y No.2 a DPRM y BPRM y continuó el descenso a 900 metros. A las 23:35, los pilotos recibieron permiso para descender a 500 metros. Después de completar el cuarto giro, el avión se encontraba a 4 kilómetros a la izquierda de la pista 01 del aeropuerto de Petrozavodsk. El punto de inicio de la cuarta curva ingresada al sistema estaba a una distancia de 1,6 kilómetros de la pista, mientras que la ventaja requerida para iniciar la curva era de 3 a 3,2 kilómetros. La salida de la curva con desvío lateral también fue facilitada por el viento del sureste hasta 9 m/s. Luego de salir del viraje con evasión lateral para ingresar al objetivo de la pista, el navegante le dio al comandante la orden de girar a la derecha a un rumbo de 30°.
A las 23:36, siguiendo las órdenes del comandante, el mecánico de vuelo desplegó el tren de aterrizaje. A las 23:36:40, el navegante informó que la pista estaba a 21 kilómetros de distancia y el avión se encontraba a 2,3 kilómetros a la izquierda de la alineación de la pista. A las 23:37:28 el controlador le informó a la tripulación sobre la distancia de 18 kilómetros a la pista y la presencia de la aeronave en el rumbo de aterrizaje. A las 23:37:35 el comandante tomó un rumbo de 15° (teniendo en cuenta el ángulo de deriva a la izquierda de 3°). A la orden del piloto, el ingeniero de vuelo comenzó a extender los flaps, primero a 20° y luego a 30°. Al finalizar el chequeo de los flaps, el navegante informó la distancia de 500 metros al TVG y la presencia de la aeronave estrictamente en la alineación de la pista. Cuando se extendieron los flaps, la altitud de vuelo del avión aumentó de 500 a 550 metros debido al hecho de que el capitán no compensó rápidamente el aumento en la sustentación del ala cuando los flaps se extendieron al desviar la columna del volante lejos de sí mismo.
Luego de la información del navegante sobre la localización de la aeronave en el punto de entrada a la senda de planeo, el piloto, manteniendo el rumbo magnético de 16°, desde una altitud de 550 metros comenzó a descender a una velocidad de 290-300 km/h con un velocidad de descenso vertical calculada de 4 m/s. Tras el informe del copiloto sobre la preparación para el aterrizaje, el despachador dio luz verde para el aterrizaje y dijo que el avión estaba a 8 kilómetros del aeropuerto. A las 23:38:54 el navegante informó al comandante de la necesidad de incrementar el rumbo en 3° para compensar la deriva debido a la presencia de viento cruzado desde la derecha. Debido a la entrada a la senda de planeo a una altitud de 550 metros, manteniendo la velocidad vertical calculada para entrar en la senda de planeo a una altitud de 500 metros, el aparato pasó el DPRM a una altitud de 385 metros, 55 metros más alta que la especificado uno. 
A las 23:39:21, después de volar el DPRM, a las órdenes del navegante, dado con el fin de corregir la trayectoria de movimiento, el navegante determinó el ángulo de deriva de 5° a la izquierda y dio la orden de Deriva 5 a la izquierda, en este rumbo vamos, no tomar a la izquierda. A las 23:39:35 el navegante informó un Alcance 4, control 220, mientras que la vertical es de 6 metros. Con una nueva disminución a una altitud de 150 y 200 metros, el viento se debilitó y la deriva disminuyó. El comandante continuó manteniendo el rumbo de 17°, lo que provocó un desvío a la derecha de la trayectoria dada. Dado que el navegante mantuvo la dirección según los datos del sistema de navegación por satélite KLN-90V, sin tener en cuenta las lecturas del ARC, la desviación de la aeronave hacia la derecha del eje de la pista pasó desapercibida para la tripulación.
A una altitud de 150 metros y a 3 kilómetros de la pista, la aeronave cruzó la trayectoria de descenso especificada, para lo cual se requirió establecer la velocidad de descenso vertical de 4 m/s, mientras que la velocidad vertical mantenida por el comandante se mantuvo igual a aproximadamente 5 y 5,5 m/s. con. Con un nuevo descenso a una altitud de 140 m (la altura del inicio de la evaluación visual) y 110 m (la altura de la toma de decisiones), en violación de la tecnología de trabajo de los miembros de la tripulación, el navegante no dio la orden de Evaluación y VPR. Pero en lugar de dar la vuelta, el piloto continuó descendiendo por debajo del VPR, sin establecer contacto visual con las luces de aproximación y los puntos de referencia. El copiloto, con una velocidad vertical de más de 5 m/s a una altitud de menos de 100 metros, no dio ninguna orden de descenso pronunciado. Desde una altura de 70 metros, el mecánico de vuelo, cada 10 metros, comenzó a contar la altura utilizando un radio altímetro.
A las 23:40:02 el navegante dio la orden de Retiro dos, puntuación. La relación entre la altura y la distancia del avión de pasajeros a la pista indicó que el avión estaba muy por debajo de la trayectoria de descenso especificada. Sin embargo, la tripulación continuó su descenso a la misma velocidad vertical. A las órdenes del navegante de Asesoramiento, el comandante, sin traspasarle el control al copiloto, procedió a establecer contacto con hitos, por lo que se perdió el control sobre los parámetros del descenso de la aeronave, lo que contribuyó al desarrollo de la margen derecha y el mantenimiento de una mayor velocidad vertical.
A una altitud de 60 metros, se disparó una señal del sistema GPWS, en la que el piloto se vio obligado a iniciar inmediatamente una vuelta, y a las 23:40:05, el capitán informó que aún no veía la pista, y no informó de su decisión, y el copiloto, que se vio obligado en este caso a iniciar la maniobra, tampoco lo hizo. A las 23:40:08 horas el navegante informó sobre la distancia de 1,5 kilómetros a la pista simultáneamente con la lectura del mecánico de vuelo de la altura de 50 metros. La aeronave, estando muy por debajo de la trayectoria de planeo, continuó esquivando a la derecha con un balanceo de 5 y 6°. El control de la tripulación sobre la altitud, la velocidad de descenso vertical, el balanceo y el rumbo se perdió cuando todos los miembros de la tripulación intentaron establecer contacto visual con los puntos de referencia. Sin embargo, las condiciones meteorológicas reales durante la aproximación de aterrizaje en el área DPRM y BPRM (nubes estrato bajas con una altura de 30 y 40 metros, convirtiéndose en niebla con una visibilidad de 500 y 700 metros) no permitieron a los pilotos establecer contacto visual con puntos de referencia hasta que el avión chocara contra un terreno arbolado.

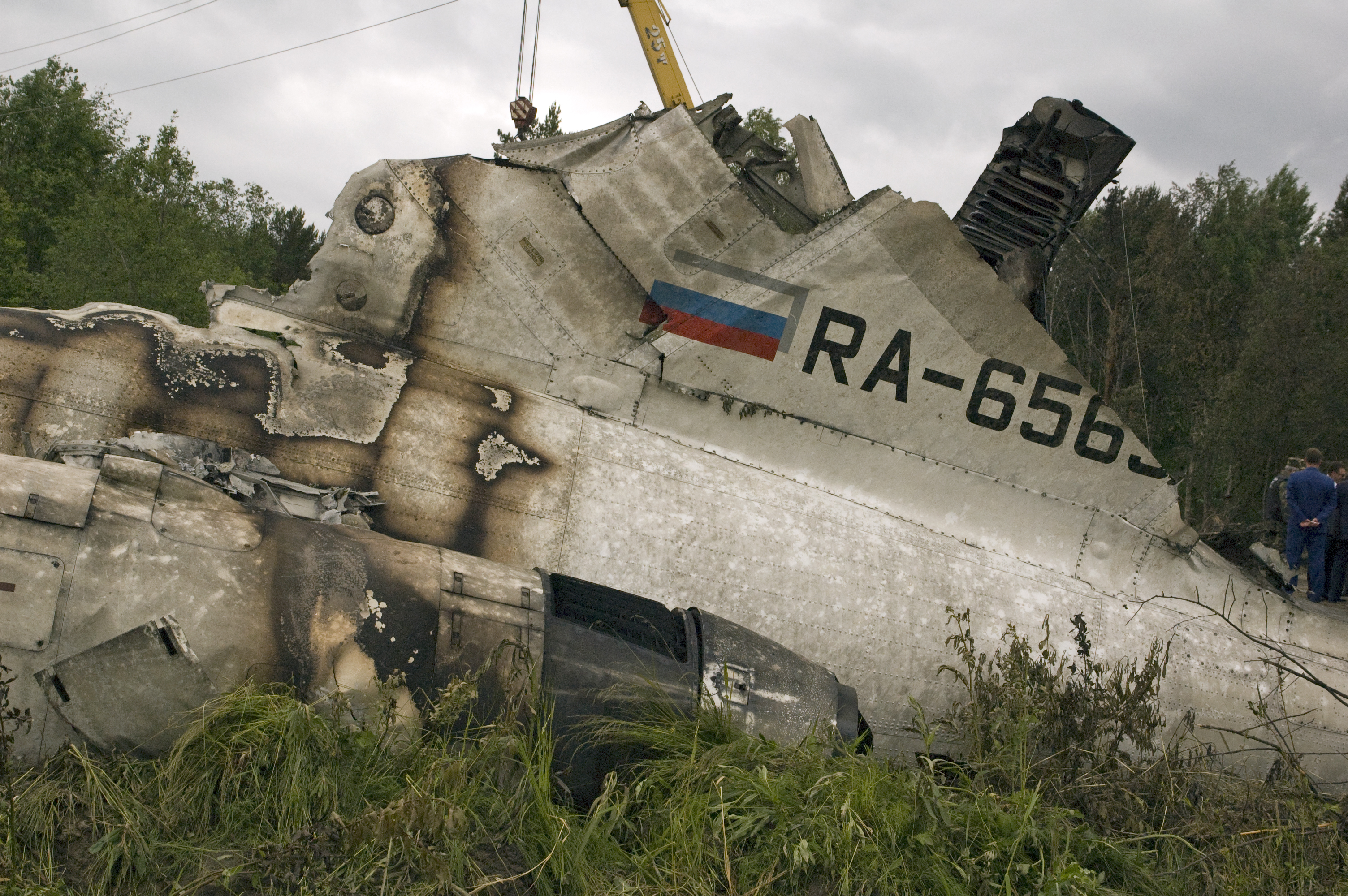
La sección de la cola

A las 23:40:12, dos segundos después de que el mecánico de vuelo midiera la altura de 40 metros, el aparato comenzó a chocar con árboles. El primer toque de árboles (copas de pino con una altura de 25 metros) se produjo a 1260 metros del final de la pista a una altura de 32 metros a una velocidad de 280 km/h, simultáneamente con la colisión con el árbol, el piloto giró el volante para cabecear hasta el tope, creando un ángulo de ataque hasta supercrítico. El rollo derecho, debido a la destrucción de la parte final de la mitad derecha, comenzó a aumentar con fuerza. Continuando la colisión con los árboles, el vuelo con una margen derecha creciente voló otros 510 metros desde el lugar de la primera colisión con árboles y se estrelló contra el parapeto en el kilómetro 16 de la carretera en la intersección de la carretera A133 Petrozavodsk - Suoyarvi, y girando hacia el aeropuerto de Petrozavodsk en una posición prácticamente invertida (giro de más de 90°) y con un ángulo de cabeceo de al menos de -10°. Tras chocar contra el suelo, el revestimiento estalló unos 150 metros a ras del suelo y se detuvo a 1,2 kilómetros del aeropuerto de Petrozavodsk ya sólo 20 metros de los edificios residenciales del pueblo de Besovets, mientras se desboronaba por completo y se incendiaba. Poco antes de la caída, a 425 metros del lugar del primer choque con los árboles, el avión cruzó la línea eléctrica que conduce al BPRM y cortó los cables; esto provocó un breve apagado (5 segundos) del sistema del equipo de iluminación con luces de baja intensidad.

## Operación de rescate y víctimas
Uno de los pasajeros supervivientes pudo salir del avión de forma independiente. Los residentes locales arrastraron a algunos de los heridos lejos de los escombros en llamas. El primer camión de bomberos del aeropuerto, según el director del aeropuerto de Petrozavodsk, llegó al lugar del accidente en un minuto y medio. Posteriormente, las personas que ayudaron en el rescate de los supervivientes recibieron honores de agradecimiento y premios, como medallas.

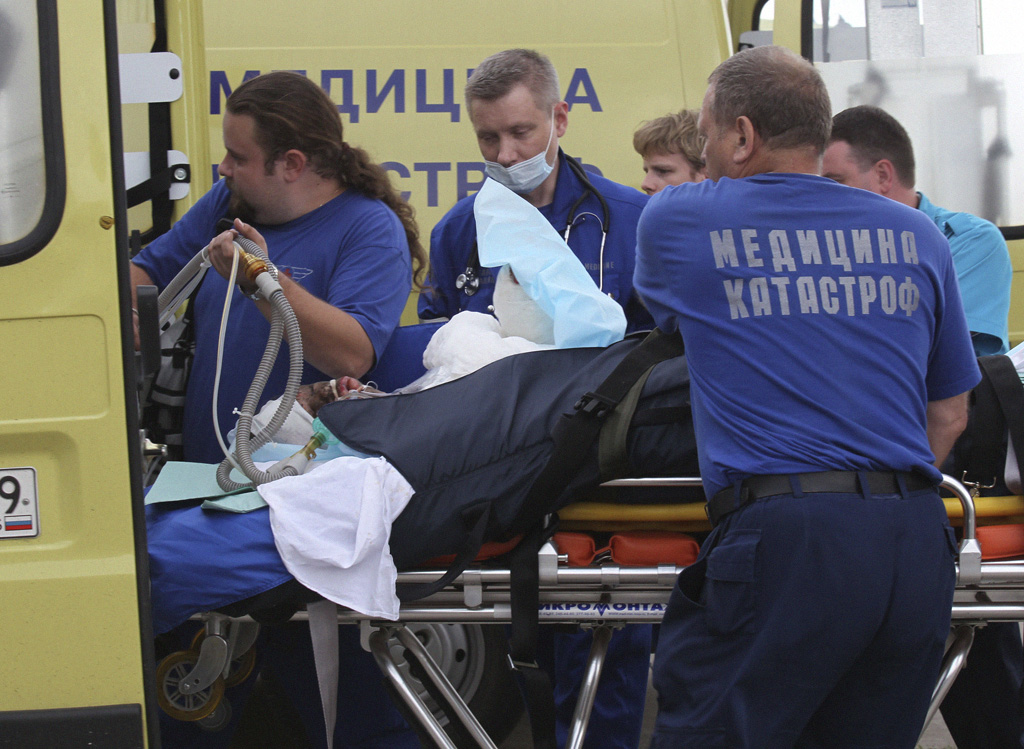
Médicos ayudando y trasladando a las víctimas sobrevivientes

El accidente acabó con la vida de 44 personas: 8 miembros de la tripulación (los 4 pilotos, ambos técnicos de la aeronave y dos asistentes de vuelo, Yulia Gurina y Elena Erofeeva) y 36 pasajeros (incluidos 7 niños y el árbitro de la FIFA, Vladimir Pettai), sobrevivieron 8 personas: 1 miembro de la tripulación (la asistente de vuelo, Julia Skvortsova) y 7 pasajeros (incluido 1 niño), todos resultaron heridos. Los médicos evaluaron la condición de 7 de cada 8 supervivientes como extremadamente grave. El Ministerio de Emergencias de Rusia envió un avión Il-76 equipado con módulos médicos a la república de Carelia para evacuar a los sobrevivientes. A bordo iban 15 médicos del destacamento "Centrospas" y 5 psicólogos.
Al día siguiente, uno de los supervivientes, un niño de 9 años, murió en un hospital infantil, elevándose el número de víctimas del desastre a 45 personas. El 25 de junio, otro pasajero sobreviviente murió en el hospital y otro sobreviviente murió luego en la tarde. El número de víctimas del desastre aumentó a 47 personas.

## Investigación
El Comité Interestatal de Aviación (IAC) investigó las causas del accidente del vuelo 9605 .

### Conclusiones de la comisión técnica
El informe final de la investigación de la IAC se publicó el 19 de septiembre de 2011.

Según el informe:
La causa del accidente del Tu-134A con matrícula RA-65691, fue que la tripulación no tomó una decisión de ida y vuelta y el descenso de la aeronave por debajo de la altitud mínima segura establecida en ausencia de contacto visual con las luces de aproximación y los puntos de referencia, lo que llevó a la aeronave a colisionar. con árboles y el suelo en vuelo controlado .
Se nombraron los factores que podrían contribuir al desarrollo de una emergencia:
- Mala interacción en la tripulación y manejo de recursos (CRM) por parte del comandante del Vuelo 9605 durante la aproximación al aterrizaje, que se manifestó en la subordinación de las actividades del comandante al navegante, mostrando mayor actividad y estando en un grado leve de alcoholismo, intoxicación, y la eliminación real del copiloto del circuito de control de la aeronave en la etapa final del vuelo de emergencia.
- Vuelo de un navegante en estado de leve intoxicación alcohólica.
- Previsión meteorológica inadecuada.
- No uso por parte de la tripulación de lecturas de instrumentos para el control integrado de la posición de la aeronave y el uso de un sistema de navegación no estándar.

El informe final de la investigación se publicó en el sitio web de MAC.

### Factores adicionales que contribuyeron al desastre
- Falta de un grupo de balizas de aterrizaje al acercarse a la pista 01.
- Estado insatisfactorio del equipo de iluminación en el momento del aterrizaje.
- Atenuación de la iluminación de la pista en relación con las luces de la comunidad circundante.
- Ubicación no estándar del DPRM .
- Falta de ayudas de aproximación certificadas, precisas y fiables en la aeronave en las condiciones meteorológicas dadas (equipo obsoleto).
- Ergonomía insatisfactoria de la cabina del avión, lo que genera estrés en el trabajo de la tripulación en su conjunto, una mayor probabilidad de cometer un error por parte de cada miembro de la tripulación.
- La aspiración de RusAir Airlines de realizar el vuelo según lo previsto.

El controlador del aeropuerto de Petrozavodsk, Sergei Shmatkov, dijo que varias veces le pidió al comandante de la tripulación del vuelo 9605 que diera la vuelta.